# Žaloba Jihoafrické republiky proti Izraeli z páchání genocidy
Uplatňování Úmluvy o zabránění a trestání zločinu genocidy v Pásmu Gazy (Jihoafrická republika proti Izraeli) je probíhající soudní spor, který byl 29. prosince 2023 předložen Mezinárodnímu soudnímu dvoru Jihoafrickou republikou ohledně chování Izraele v Pásmu Gazy během války v Pásmu Gazy, jež vyústilo v humanitární krizi a masové zabíjení.
Jihoafrická republika tvrdí, že Izrael spáchal a páchá genocidu proti Palestincům v Pásmu Gazy, čímž porušuje Úmluvu o genocidě, včetně toho, co Jihoafrická republika popsala jako 75letý izraelský apartheid, 56letou okupaci a 16letou blokádu Pásma. Jihoafrická republika požádala Mezinárodní soudní dvůr, aby stanovil předběžná ochranná opatření, včetně okamžitého pozastavení izraelských operací. Izrael označil obvinění Jihoafrické republiky za „nepodložená“ a obvinil zemi, že „funguje jako legální složka“ Hamásu. Izrael uvedl, že vede válku sebeobrany v souladu s mezinárodním právem po útoku Hamásu na jeho území 7. října 2023.
Dvoudenní veřejná slyšení se konala 11. a 12. ledna 2024 v Paláci míru v Haagu. Podle Joan Donoghueové, předsedkyně soudu během úvodního slyšení, soud nerozhodl o pravděpodobnosti, že by izraelské činy v pásmu Gazy mohly představovat genocidu, ale rozhodl, že Palestinci mají věrohodné právo na ochranu před genocidou a že Jihoafrická republika má právo předložit tento nárok u soudu. Soud vydal předběžná opatření, v nichž nařídil Izraeli, aby přijal veškerá opatření k zabránění jakýmkoli činům, které jsou v rozporu s Úmluvou o genocidě z roku 1948, ale nenařídil Izraeli pozastavit jeho vojenskou kampaň. Soud rovněž vyjádřil znepokojení nad osudem rukojmích držených v Pásmu Gazy a uznal katastrofální situaci v Gaze. Koncem února organizace Human Rights Watch a Amnesty International prohlásily, že Izrael nedodržel prozatímní opatření Mezinárodního soudního dvora a že maření vstupu a distribuce pomoci se rovná válečným zločinům.
Dne 28. března 2024, po druhé žádosti o dodatečná opatření, nařídil Mezinárodní soudní dvůr nová nouzová opatření, která Izraeli nařídila neprodleně zajistit základní dodávky potravin, jelikož obyvatelé Gazy čelí hladomoru. Dne 24. května vydal soud poměrem hlasů 13 ku dvěma další příkaz, který někteří experti považovali za nejednoznačný, ale který byl všeobecně chápán jako požadavek na okamžité zastavení ofenzivy ve městě Rafah ze strany Izraele. Izrael tento výklad odmítl a pokračoval ve svých útočných operacích.

## Reakce

Postoje států v řízení JAR vs. Izrael:
Jihoafrická republika
Státy podporující JAR
Státy podporující Izrael
Izrael

Mluvčí izraelské vlády Eylon Levy obvinění odmítl „se znechucením“ a obvinil Jihoafrickou republiku ze spolupráce s Hamásem, přičemž tvrzení Jihoafrické republiky nazval „krvavou pomluvou“, která podporuje „moderní dědice nacistů“. Dne 2. ledna 2024 se Izrael rozhodl předstoupit před ICJ v reakci na případ Jihoafrické republiky, a to navzdory jeho minulosti ignorování mezinárodních tribunálů. Dne 13. ledna Netanjahu řekl: „Nikdo nás nezastaví. Ani Haag, ani Osa zla, nikdo.“ Izraelští představitelé označili soud za antisemitský.
Předseda vlády Česka Petr Fiala na svém účtu na sociální síti X k žalobě uvedl: „Zločin zločinů, obvinění z genocidy, by nikdy neměla být brána na lehkou váhu. Odmítáme jakékoli pokusy o politizaci Mezinárodního soudního dvora. Izrael je demokracie, která má právo se bránit barbarským teroristickým útokům Hamásu na mírovou společnost v souladu s mezinárodním právem.”
Postupně se k žalobě Jihoafrické republiky na Izrael připojily následující státy: Nikaragua, Kolumbie, Libye, Mexiko, Palestina, Španělsko, Turecko, Chile, Maledivy, Bolívie, Irsko, Kuba a Belize. Nikaragua v roce 2025 své oficiální stanovisko stáhla. Svůj záměr žalobu podpořit veřejně projevily Belgie, Egypt a další země.